# Xylococcus

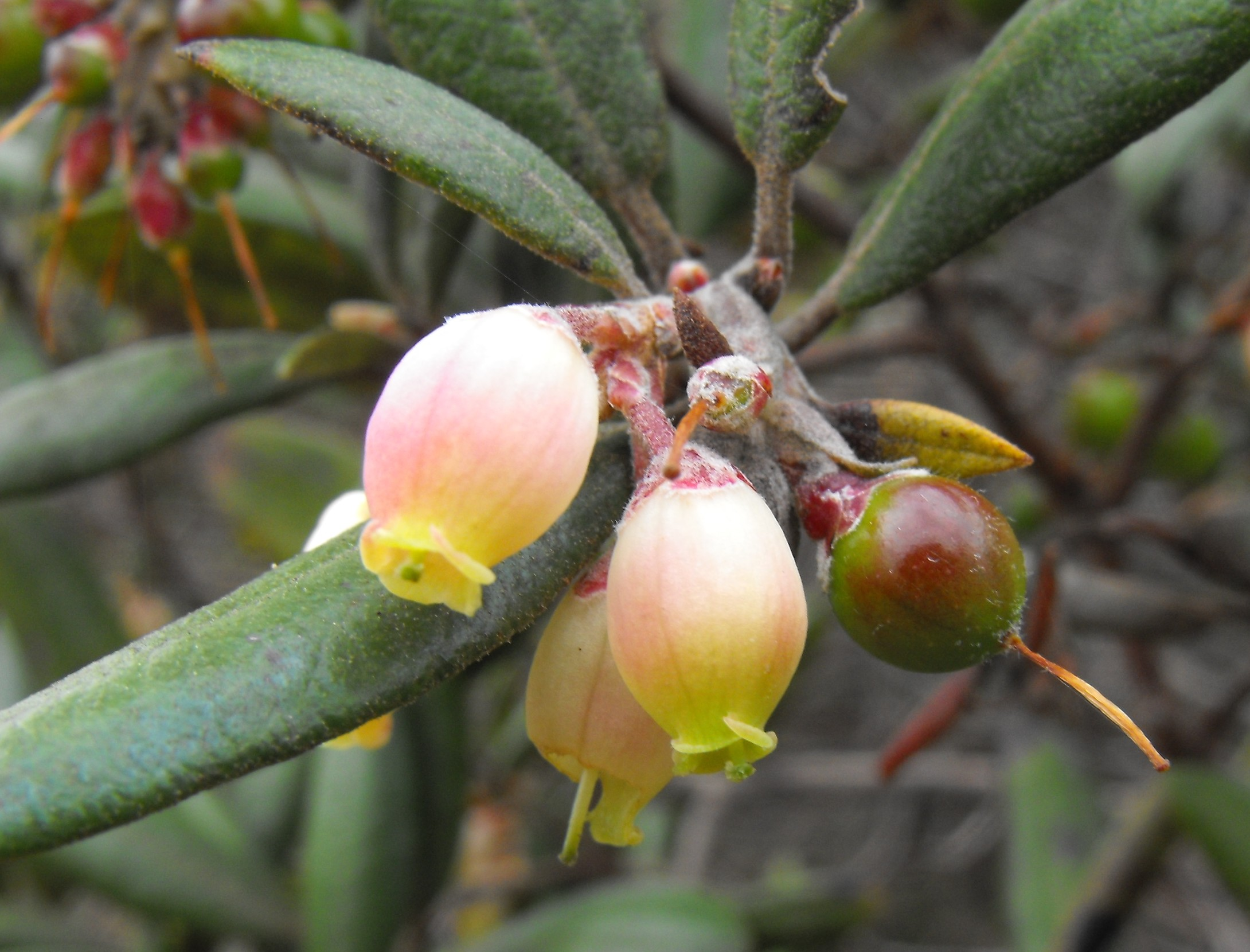
Inflorescência e flores.

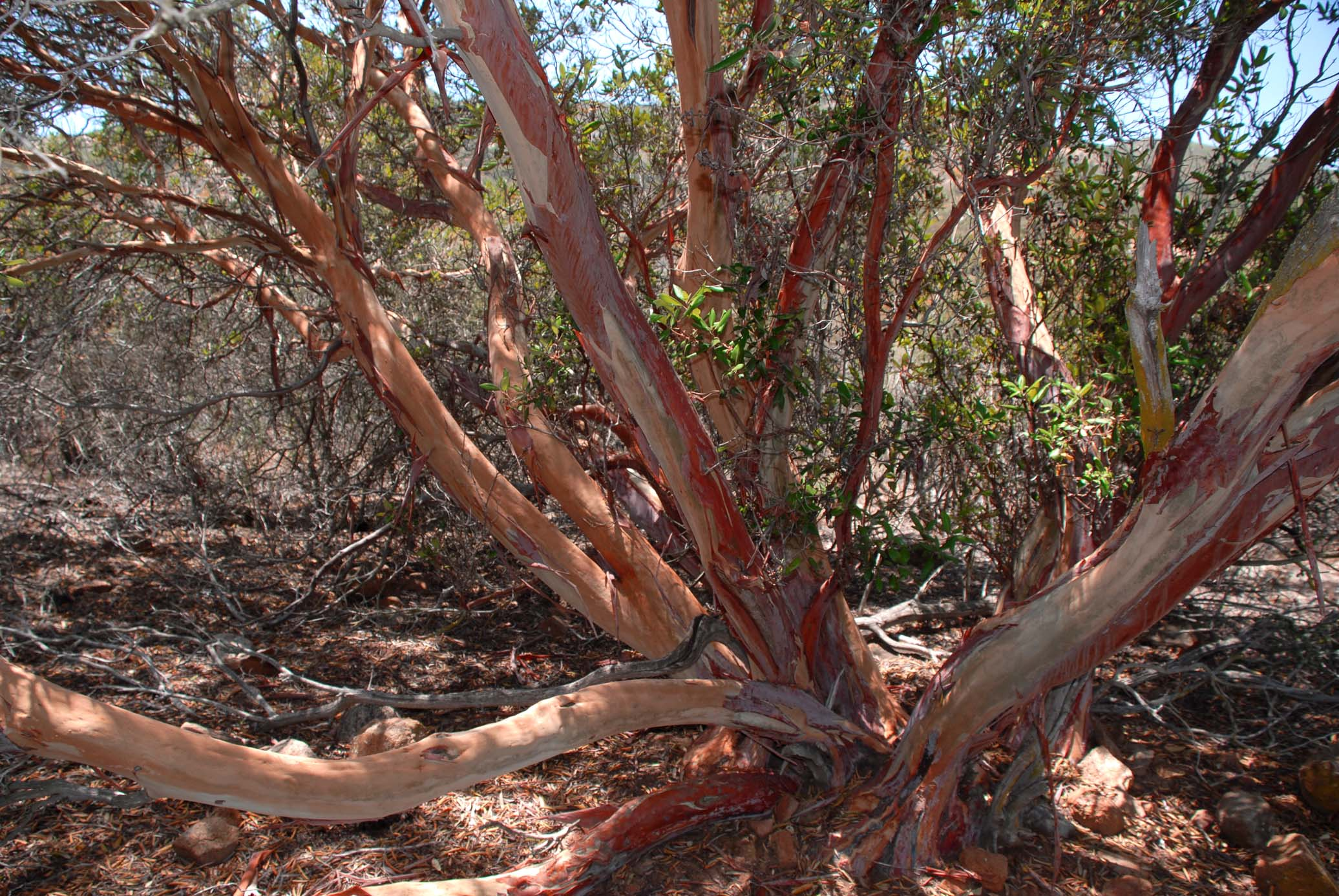
Aspecto da ramificação e ritidoma.

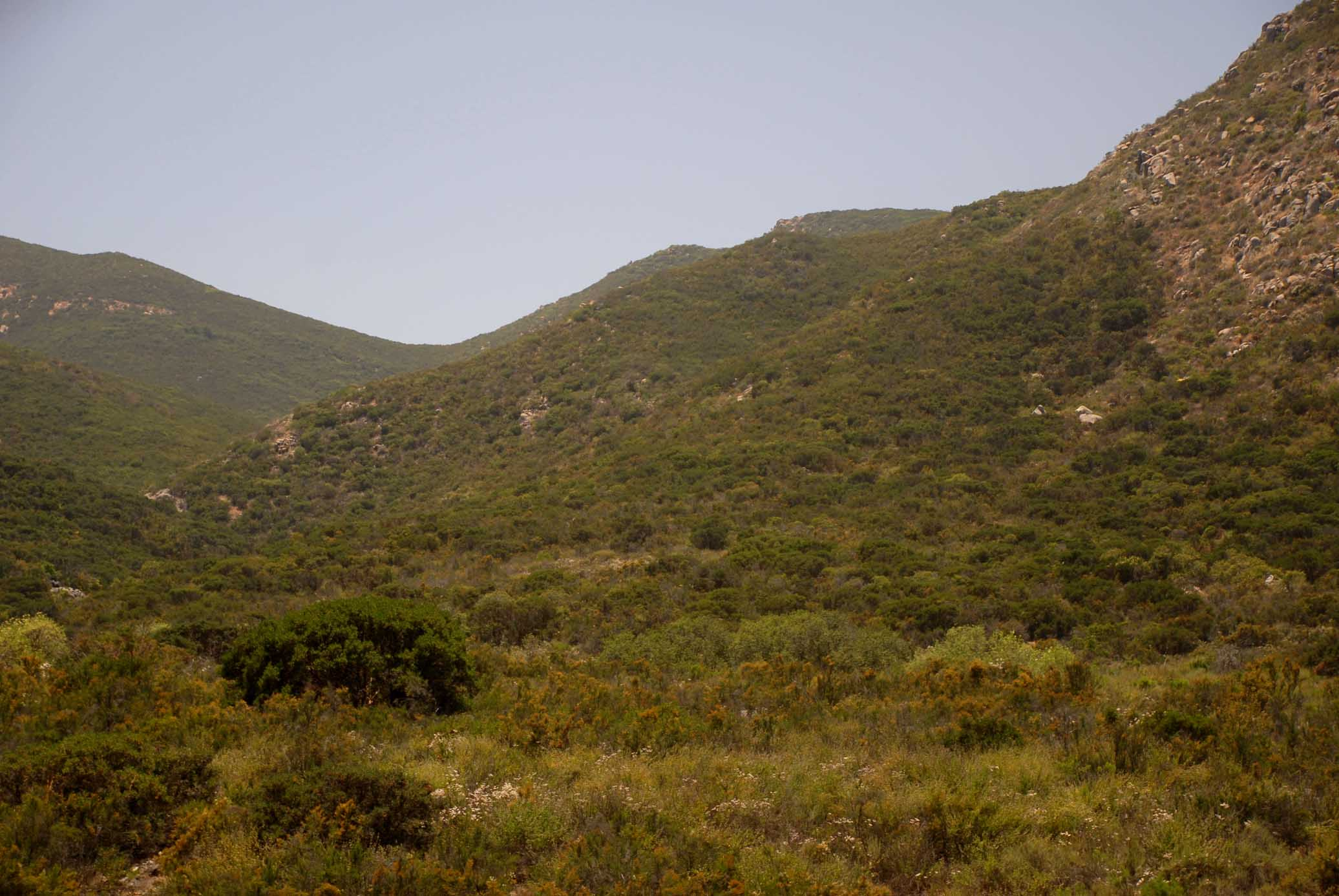
Chaparral californiano, o habitat típico da espécie.

Xylococcus é um género monotípico de plantas com flor pertencente à família das Ericaceae. A única espécie que integra este género é Xylococcus bicolor, um arbusto que cresce até aos 3 m de altura, com distribuição natural na América do Norte.

## Descrição
A espécie X. bicolor é um arbusto que cresce até aos três metros de altura e dois metros de diâmetro de copa. Apresenta crescimento lento, no que se assemelha ao género Arctostaphylos. Apresenta hábito ereto, geralmente com um único tronco e uma copa aproximadamente esferoidal.
As folhas são oblongas, verde-escuras, brilhantes na parte superior e de cor muito esbranquiçada e com uma textura de feltro na parte inferior. Os bordos das folhas enrolam à medida que envelhecem. A casca é lisa e de cor vermelho-acinzentada.
As flores, que aparecem entre dezembro e fevereiro, dependendo das chuvas, são brancas ou rosadas, com uma mistura de cor amarelada na extremidade das pétalas, as quais são fundidas,  de 8 a 10 mm de comprimento e pendem como sinos em pequenos grupos perto das pontas das folhas.
O fruto é vermelho-escuro brilhante a quase preto, com cerca de 7 mm de diâmetro e tem muito pouca polpa, sendo principalmente uma semente grande e lenhosa.

## Distribuição e habitat
A região de distribuição natural desta espécie é muito limitada, indo do litoral sudoeste da Califórnia, desde San Diego County até à costa centro-norte do Pacífico da Baja California, um pouco do sul de Riverside County, perto de Temecula, e a ilha de Santa Catalina.
A espécie é um membro da comunidade de plantas do chaparral, ocorrendo em ecossistemas mistos de chaparral abaixo dos 3500 m de altitude em encostas secas e ensolaradas numa faixa muito limitada de áreas costeiras do sul da Califórnia e do norte da Baja California.
As aves, incluíndo Toxostoma redivivum e os membros do género Aphelocomas, comem as sementes desta espécie. Os colibris, especialmente a espécie residente Calypte anna, bebe o néctar das flores. Algumas aves utilizam estes arbustos para instalarem os ninhos e para se esconderem.
Enquanto algumas espécies do chaparral precisam dos fogos florestais para a germinação das sementes e se reproduzirem, Xylococcus bicolor não requer essas condições, nem requer aberturas deixadas por incêndios florestais para instalar as suas plântulas. Mas, assim como as espécies que fazem parte do chaparral, necessita de um meio de lidar com os incêndios florestais, para isso, a rebrota da base ocorre após a parte superior ter ardido. Este mecanismo funciona muito bem, a menos que ocorra um segundo incêndio logo após o primeiro. Se a planta não teve tempo suficiente para se regenerar, provavelmente morrerá.

## Taxonomia
A espécie Xylococcus bicolor foi descrita por Thomas Nuttall e publicada em Transactions of the American Philosophical Society, new series, 8: 259. 1843[1842]. A etimologia do nome genérico Xylococcus deriva das palvras gregas xylon = "madeira", e kokkos = "baga", uma alusão aos frutos lenhosos da espécie.
O epíteto específico bicolor é de origem latina e significa "com duas cores".
A espécie tem uma variada sinonímia taxonómica que inclui:
- Arctostaphylos bicolor (Nutt.) A.Gray
- Arctostaphylos clevelandii A.Gray
- Arctostaphylos veatchii Kellogg
- Comarostaphylis bicolor Klotzsch